# Манюкин, Захар Степанович
Захар Степанович Манюкин (1799—1882) — русский военный деятель, генерал от инфантерии (1870).

## Биография
Родился в 1799 году. 19 июня 1823 года произведён в офицеры.
В 1852 году произведён в генерал-майоры с назначением командиром 1-й бригады 21-й пехотной дивизии. С 1857 года был назначен Дербентским губернатором.
В 1860 году произведён в генерал-лейтенанты с назначением начальником 8-й пехотной дивизией. С 1861 года был назначен начальником 2-й пехотной дивизии.
С 1865 года помощник командующего Виленского военного округа. В 1870 году произведён в генералы от инфантерии с назначением членом Александровского комитета о раненых.
Умер 26 мая 1882 года в Санкт-Петербурге.

## Награды
Награды
- Орден Святой Анны 3-й степени с мечами и бантом (1843)
- Орден Святого Владимира 4-й степени с мечами и бантом (1844)
- Орден Святого Станислава 2-й степени с Императорской короной (1845)
- Орден Святой Анны 2-й степени с Императорской короной (1847)
- Орден Святого Георгия 4-й степени за XXV лет (1847)
- Орден Святого Владимира 3-й степени (1849)
- Золотое оружие «За храбрость» (1849)
- Орден Святого Станислава 1-й степени с мечами (1855)
- Орден Святой Анны 1-й степени с Императорской короной и мечами (1859)
- Орден Святого Владимира 2-й степени с мечами (1863)
- Орден Белого орла (1865)
- Орден Святого Александра Невского (1867; бриллиантовые знаки — 1874)